# Сірота Мінору
Мінору Шірота (代 田 稔, Shirota Minoru, 23 квітня 1899 р. — 10 березня 1982 р.) Був японським мікробіологом. У 1920-х роках Шірота виділив штам молочнокислих бактерій, що є частиною нормальної флори кишечника, яку він спочатку називав Lacticaseibacillus casei Shirota. Він допомагав знизити зростання шкідливих бактерій в кишечнику. Штам був пізніше перекласифікований як Lactobacillus paracasei Shirota.
Він заснував компанію Yakult Honsha в 1935 році для продажу напоїв, що містять фірмовий штам, Якульт. Помер Мінору Шірота в Токіо у 1982 році.